# Going Under
"Going Under" är en låt av det amerikanska rockbandet Evanescence, utgiven som den andra singeln från albumet Fallen den 8 september 2003. Låten blev en fortsatt framgång för bandet och även om den inte toppade några singeltopplistor i Europa låg den ändå relativt högt på dessa. Singeln innehåller två akustiska livespår; "Going Under", som spelades in vid en konsert i Norfolk, Virginia den 14 april 2003 samt en cover på Nirvanas "Heart-Shaped Box" för radiokanalen WXDX-FM i Pittsburgh.

## Bakgrund
"Going Under" skrevs av sångerskan Amy Lee, John LeCompt Rocky Gray Will Boyd och Ben Moody, medan productionen av låten var Dave Fortman. "Going Under" var den sista låten som spelades in till albumet Fallen. Sångerskan Amy Lee gav följande kommentarer till MTV News angående låten: "The lyrics are about coming out of a bad relationship, and when you're at the end of your rope, when you're at the point where you realize something has to change, that you can't go on living in the situation that you're in. It's cool. It's a very strong song."

## Musikvideo
Precis som med musikvideon till "Bring Me to Life" regisserades även den här videon av den tyske regissören Philipp Stölzl. Inspelningen ägde rum i Berlin i maj 2003. Videon rankades som en av de 15 läskigaste någonsin av den amerikanska musiktidningen Billboard.

## Låtlista
Alla låtar skrivna av Amy Lee, Ben Moody John LeCompt Will Boyd och Rocky Gray, utom "Heart-Shaped Box" (Kurt Cobain).
Internationell CD (Wind-Up; 674086 2 / WIN 674086 2)
1. "Going Under" – 3:34
2. "Going Under" (Live Acoustic Version) – 3:12
3. "Heart-Shaped Box" (Nirvana-cover; Live Acoustic Version) – 2:47
4. "Going Under" (Video Version) – 4:00

## Medverkande
- Amy Lee — sång, piano, keyboard, körarrangemang
- Ben Moody — gitarr
- John LeCompt - gitarr
- Will Boyd - bas
- Rocky Gray - trummor

## Listplaceringar
| Lista (2003-2004)   | Placering |
| ------------------- | --------- |
| Australien          | 14        |
| Belgien (Flandern)  | 28        |
| Belgien (Vallonien) | 37        |
| Finland             | 19        |
| Frankrike           | 16        |
| Italien             | 9         |
| Nederländerna       | 16        |
| Norge               | 12        |
| Nya Zeeland         | 4         |
| Schweiz             | 13        |
| Sverige             | 11        |
| Österrike           | 14        |

### Fotnoter
1. ↑  Sendra, Tim. "Going Under: Review". Allmusic. Hämtad 26 maj 2011.
2. ↑  D'Angelo, Joe. "Evanescence Singer Pairs Metal Chains, Fairies For Upcoming Video" Arkiverad 17 juni 2009 hämtat från the Wayback Machine.. MTV News (4 juni 2003). Hämtad 29 oktober 2007.
3. ↑  "The 15 Scariest Music Videos Ever" Billboard (28 oktober 2010). Hämtad 26 maj 2011.
4. ↑  Placering på Australiens singellista. Läst 6 maj 2011.
5. ↑  Placering på Belgiens singellista (Flandern). Läst 6 maj 2011.
6. ↑  Placering på Belgiens singellista (Vallonien). Läst 6 maj 2011.
7. ↑  Placering på Finlands singellista. Läst 6 maj 2011.
8. ↑  Placering på Frankrikes singellista. Läst 6 maj 2011.
9. ↑  Placering på Italiens singellista. Läst 6 maj 2011.
10. ↑  Placering på Nederländernas singellista. Läst 6 maj 2011.
11. ↑  Placering på Norges singellista. Läst 6 maj 2011.
12. ↑  Placering på Nya Zeelands singellista Arkiverad 3 december 2011 hämtat från the Wayback Machine.. Läst 6 maj 2011.
13. ↑  Placering på Schweiz singellista. Läst 6 maj 2011.
14. ↑  Placering på Sveriges singellista. Läst 6 maj 2011.
15. ↑  Placering på Österrikes singellista. Läst 6 maj 2011.